# کوییرتی (مجله)
«کرتی» (به انگلیسی: Queerty) یک نشریه دیجیتال و روزنامه شامل اخبار و سبک زندگی همجنس‌گرایان است که در سال ۲۰۰۵ توسط دیوید هاوسلیب تأسیس شد. در ماه ژوئن سال ۲۰۱۵، سایت بیش از پنج میلیون بازدیدکننده ماهانه منحصر بفرد داشته‌است.